# Ейвон (Монтана)
Ейвон (англ. Avon) — переписна місцевість (CDP) в США, в окрузі Повелл штату Монтана. Населення — 114 особи (2020).

## Географія
Ейвон розташований за координатами 46°37′43″ пн. ш. 112°34′32″ зх. д. / 46.62861° пн. ш. 112.57556° зх. д. (46.628662, -112.575573).  За даними Бюро перепису населення США в 2010 році переписна місцевість мала площу 34,62 км², з яких 34,61 км² — суходіл та 0,01 км² — водойми.

## Демографія
Згідно з переписом 2010 року, у переписній місцевості мешкало 111 особа в 50 домогосподарствах у складі 29 родин. Густота населення становила 3 особи/км².  Було 62 помешкання (2/км²).
Расовий склад населення:
| - 97,3 % — білих - 0,9 % — корінних американців - 0,9 % — азіатів |

До двох чи більше рас належало 0,9 %. Частка іспаномовних становила 0,0 % від усіх жителів.
За віковим діапазоном населення розподілялося таким чином: 26,1 % — особи молодші 18 років, 59,5 % — особи у віці 18—64 років, 14,4 % — особи у віці 65 років та старші. Медіана віку мешканця становила 49,8 року. На 100 осіб жіночої статі у переписній місцевості припадало 98,2 чоловіків;  на 100 жінок у віці від 18 років та старших — 110,3 чоловіків також старших 18 років.
Середній дохід на одне домашнє господарство  становив 46 055 доларів США (медіана — 41 250), а середній дохід на одну сім'ю — 50 840 доларів (медіана — 45 000). За межею бідності перебувало 20,3 % осіб, у тому числі 35,3 % дітей у віці до 18 років та 0,0 % осіб у віці 65 років та старших.
Цивільне працевлаштоване населення становило 51 осіб. Основні галузі зайнятості: сільське господарство, лісництво, риболовля — 31,4 %, транспорт — 17,6 %, роздрібна торгівля — 17,6 %.